# Josie Longhurst
Josie Longhurst (Edenbridge, 24 februari 2002) is een voetbalspeelster uit Wales. Ze speelt als middenvelder voor Vancoucer Rise FC in de Northern Super League.

## Vroegere leven
Longhurst beton met voetballen in een jongensteam van Charlton Community Club. Ook maakte ze onderdeel uit van een onder 11 team van Chelsea FC alvorens ze zes jaar uitkwam voor Millwall Lionesses. Daarna keerde ze terug naar Wales om voor Cardiff City te gaan spelen. In haar jeugdjaren kwam ze tot slot uit voor Brighton & Hove Albion.

## Clubcarrière

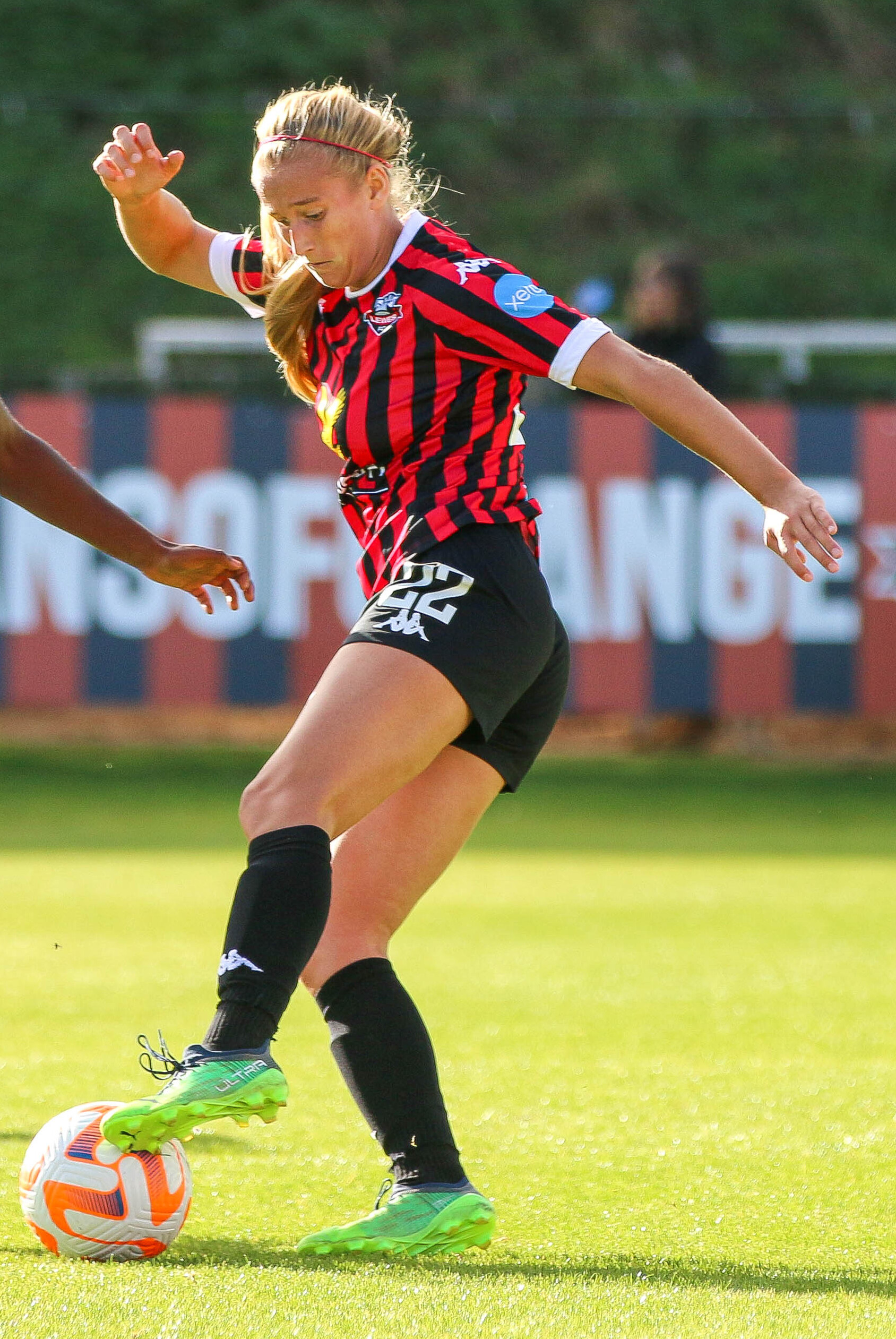
Longhurst in een wedstrijd voor Lewes in 2022

In januari 2022 maakte Longhurst op huurbasis de stap van Brighton & Hove Albion naar Lewes FC. Een halfjaar maakte ze de definitieve overstap.
In september 2023 tekende Longhurst een contract bij Reading FC in de Championship. Na een seizoen verliet ze de club.
In juli 2024 ging Longhurst een dienstverband aan bij het Canadese Whitecaps FC Girls Elite, waarvoor ze haar debuut maakte op 20 juli 2024 in een wedstrijd tegen Rivers FC.
In december 2024 maakte Longhurst een binnenlandse transfer maar Vancouver Rise FC, actief in de Northern Super League.

## Statistieken
| Seizoen | Club               | Land     | Competitie                | Wedstrijden | Doelpunten |
| ------- | ------------------ | -------- | ------------------------- | ----------- | ---------- |
| 2021/22 | Lewes FC           | Engeland | Championship              | 8           | 0          |
| 2022/23 | Lewes FC           | Engeland | Championship              | 5           | 0          |
| 2023/24 | Reading FC         | Engeland | Championship              | 16          | 0          |
| 2024    | Whitecaps FC Elite | Canada   | League 1 British Columbia | 3           | 1          |
| 2025    | Vancoucer Rise FC  | Canada   | Northern Super League     | 6           | 0          |
| Totaal  | Totaal             | Totaal   | Totaal                    | '37         | 0          |

Laatste update: 24 juni 2025

## Interlandcarrière
Longhurst werd in oktober 2020 voor het eerst opgeroepen voor het Welshe nationale team.